# نانسی بویدا
نانسی بویدا (انگلیسی: Nancy Boyda؛ زادهٔ ۲ اوت ۱۹۵۵) شیمیدان و سیاستمدار آمریکایی است. او نماینده سابق دموکرات مجلس نمایندگان ایالات متحده از حوزه انتخابیه دوم کانزاس بود که از سال ۲۰۰۷ تا ۲۰۰۹ خدمت کرد. در ۴ نوامبر ۲۰۰۸، بویدا در انتخابات مجدد برای دوره دوم توسط لین جنکینز، خزانه‌دار ایالت کانزاس شکست خورد. او نامزد دموکرات این کرسی در انتخابات ۲۰۲۴ بود که توسط نامزد جمهوری‌خواه، درک اشمیت شکست خورد.

## اوایل زندگی، تحصیلات و حرفه
بویدا با افتخارات از کالج ویلیام جول در لیبرتی، میزوری فارغ‌التحصیل شد، جایی که مدرک دوگانه در شیمی و آموزش دریافت کرد. او حرفه خود را در سال ۱۹۷۸ به عنوان شیمیدان تحلیلی و بازرس میدانی آغاز کرد. بویدا در یک خانواده جمهوری‌خواه بزرگ و بعدها در سال ۲۰۰۳ به یک دموکرات تبدیل شد.

## مجلس نمایندگان ایالات متحده

### انتخابات

#### ۲۰۰۴
در سال ۲۰۰۴، او علیه جیم رایان، نماینده جمهوری‌خواه کنگره از حوزه دوم کانزاس رقابت و بویدا از حمایت رایان از کوپن‌های مدرسه و عدم حمایت او از مدارس دولتی انتقاد کرد. او گفت که حزب جمهوری‌خواه را ترک کرده است زیرا بیش از حد محافظه‌کار شده است. رایان او را به دلیل شرکت در اعتراضات علیه جنگ عراق مورد انتقاد قرار داد. بویدا ۱٫۱ میلیون دلار برای کمپین خود هزینه کرد که ۳۰۰۰۰۰ دلار آن پول خودش بود. رایان ۱٫۲ میلیون دلار هزینه کرد. جورج دبلیو بوش این حوزه را با ۵۹٪ به ۳۹٪ به دست آورد و رایان بویدا را با ۵۶٪ به ۴۱٪ شکست داد. تنها شهرستانی که بویدا در این انتخابات به دست آورد کرافورد بود.

#### ۲۰۰۶
بویدا در سال ۲۰۰۶ دوباره رایان را به چالش کشید. این حوزه در رادار سیاسی هر دو حزب ملی در سطح پایینی قرار داشت. بویدا توسط کمپین موفق انتخاب مجدد فرماندار کاتلین سیبلیوس که با ۵۷٪ به ۴۰٪ پیروز شد، کمک دریافت کرد. رایان یک جمهوری‌خواه به شدت محافظه‌کار بود و حزب جمهوری‌خواه کانزاس مملو از درگیری بین محافظه‌کاران و میانه‌روها بود؛ به نظر می‌رسد جمهوری‌خواهان میانه‌رو به سیبلیوس و بویدا پیوسته‌اند. همچنین موضوع خرید رایان از یک خانه شهری در واشینگتن دی‌سی از همکاران تام دیلی با قیمتی بسیار پایین‌تر از ارزش بازار مطرح بود. او رایان را با ۵۱٪ به ۴۷٪ در یک پیروزی غیرمنتظره شکست داد.

#### ۲۰۰۸
در ژانویه ۲۰۰۷، توم کول، رئیس کمیته ملی جمهوری‌خواهان کنگره اعلام کرد که NRCC قصد دارد بویدا را در سال ۲۰۰۸ هدف قرار دهد. رایان اعلام کرد که سعی خواهد کرد کرسی قدیمی خود را به دست آورد و رهبران جمهوری‌خواه به او اطمینان دادند که پیروز خواهد شد. در ۴ آوریل ۲۰۰۷، لین جنکینز، خزانه‌دار ایالت به‌طور رسمی اعلام نمود که در مقدماتی جمهوری‌خواهان شرکت خواهد کرد. او دنیس پایل، سناتور ایالتی را در مقدماتی شکست داد.
بویدا و جنکینز در انتخابات عمومی توسط رابرت گرارد، نامزد حزب لیبرترین و لزلی مارتین، نامزد حزب اصلاحات مورد مخالفت قرار گرفتند. بویدا اعلام کرد که برخلاف سال ۲۰۰۶، او در کمپین ۲۰۰۸ خود به دنبال کمک از کمیته کمپین کنگره دموکرات‌ها نخواهد بود. او گفت که «رای‌دهندگان کانزاس باید کنترل کمپین‌های کانزاس را در دست داشته باشند» و کانزاسی‌ها باید بتوانند «انتخابات خود را بدون دخالت واشینگتن برگزار کنند». کمیته ملی جمهوری‌خواهان کنگره به شدت به نفع جنکینز هزینه کرد، که بویدا را با ۵۱٪ به ۴۶٪ شکست داد. در آوریل ۲۰۰۹، کریس ون هولن، رئیس DCCC گفت که بویدا برای او پیامی گذاشته است که گفت از رد کمک این سازمان پشیمان است و از ون هولن خواست که این پیام را برای هر دموکرات آسیب‌پذیری که در حال رد کمک کمیته است، پخش کند. ون هولن گفت که بویدا «در این مورد بسیار واضح بوده است که او اشتباه کرده است… او به وضوح احساس می‌کرد که عدم مشارکت [با کمک DCCC] بخش بزرگی از دلیل شکست او بوده است.»
پس از دوره خود در کنگره، بویدا توسط پرزیدنت باراک اوباما به عنوان معاون دستیار وزیر دفاع برای نیروی انسانی و پرسنل در پنتاگون منصوب شد و در ۲۰ ژوئیه ۲۰۰۹ سوگند یاد کرد.